# Institut für Jüdisch-Christliche Forschung
Das Institut für Jüdisch-Christliche Forschung (IJCF) ist ein wissenschaftliches Institut der Universität Luzern, Schweiz. Am IJCF können Judaistik bzw. Jüdische Studien innerhalb der Theologischen Fakultät und auch der Kultur- und Sozialwissenschaftlichen Fakultät studiert werden, das Institut steht allen Studierenden offen, ungeachtet ihrer Religionszugehörigkeit oder Weltanschauung.

## Geschichte
Luzern war der erste Ort in der Schweiz, der Judaistik 1971 als universitäres Fach eingeführt hat. Fünf Jahre später (1976) wurde hier das Institut für Jüdisch-Christliche Forschung (IJCF) von Clemens Thoma gegründet, das von 2001 bis 2022 von Verena Lenzen geleitet wurde. Seit August 2022 leitet Martin Steiner als Administrativer Geschäftsführer ad interim das Institut. Mit 1. August 2024 übernimmt Christian Rutishauser die Professor für Judaistik und Theologie und die Leitung des IJCF. Zum besonderen Profil des IJCF gehören das Studium der Judaistik und der jüdisch-christliche Dialog.

## Schwerpunkte in Forschung und Lehre

### Jüdische Ethik
Es werden grundlegende Fragen der jüdischen Ethik von der biblischen Zeit bis hin zur Moderne erörtert, und dabei werden auch aktuelle Diskussionen der interreligiösen Ethik, der feministischen Ethik und Themen der Medizinethik einbezogen.

### Jüdisch-christlicher Dialog
Unterschiede und Gemeinsamkeiten zwischen beiden Religionen werden aus judaistischer, theologischer, ethischer und kulturwissenschaftlicher Sicht erörtert.

### Moderne Jüdische Geschichte und Kulturgeschichte
Nebst Einführung in jüdische Literatur- und Zeitgeschichte verschiedener Epochen wird die moderne Geschichte des Judentums von der Auflösung traditioneller jüdischer Lebenswelten bis hin zur Staatsgründung Israels nach der Shoa – dem Holocaust – gelehrt.

### Jüdisches Recht – Halacha
Thematisiert werden die Bedeutung des jüdischen Religionsgesetzes im Leben der Juden und seine historische Entwicklung sowie Stellungnahmen der Halacha zu aktuellen Fragen sowie ihre Bedeutung im modernen Staat Israel.

### Modernhebräisch
In den Modernhebräischkursen (Ivrit) werden die Grundlagen der modernhebräischen Sprache vermittelt. Es besteht eine enge Zusammenarbeit mit der Rothberg International School der Hebräischen Universität Jerusalem und die Prüfungen am IJCF messen sich an deren Standard.

## Studiengänge
- Bachelor-Studiengang als Major oder Minor innerhalb der Kultur- und Sozialwissenschaftlichen Fakultät
- Master-Studiengang als Major oder Minor innerhalb der Kultur- und Sozialwissenschaftlichen Fakultät
- Als Bestandteil des integrierten Master- und Bachelor-Studiengangs „Gesellschafts- und Kommunikationswissenschaften“ innerhalb der Kultur- und Sozialwissenschaftlichen Fakultät
- Bachelor-Studiengang als Nebenfach innerhalb des Theologiestudiums
- Master-Studiengang als Nebenfach innerhalb des Theologiestudiums
- Als nichtjuristisches Wahlfach innerhalb der Rechtswissenschaftlichen Fakultät

## Dozierende und Lehrkräfte
- Martin Steiner, Mag. Dr. theol., BA MA, Professurvertretung für Judaistik und Theologie, Administrativer Geschäftsführer ad interim, Fachstudienberater
- David Bollag, Rabbiner, Ph.D., Lehr- und Forschungsbeauftragter
- Simon Erlanger, Dr. phil., Lehr- und Forschungsbeauftragter
- Richard Blättel, Dr. phil., temporärer Lehrbeauftragte IJCF
- Maja Blättel, Lehrbeauftragte für Modernhebräisch

Emeriti: Clemens Thoma, Verena Lenzen

## Stiftungen
Die 1992 gegründete Otto-Herz-Studienstiftung unterstützt mit ihren Stipendien Studierende des IJCF beim Studium der modernhebräischen Sprache und der jüdischen Studien in Israel.
Im Rahmen des Studiums am IJCF besteht die Möglichkeit zur Teilnahme an der jährlich stattfindenden Studienreise nach Israel, die durch die Stiftung Judentum/Christentum (SJC) finanziell gefördert wird.
Zudem befindet sich am IJCF der Sitz der Mount Zion Foundation, die alle zwei Jahre den Mount Zion Award verleiht. Dieser renommierte Friedenspreis würdigt Personen und Institutionen, die sich in der interreligiösen Verständigung und im Nahost-Friedensprozess verdient gemacht haben.

## Gastprofessoren
Seit 1974 hält jedes Jahr ein jüdischer Gastprofessor aus Israel, Amerika oder Europa an der Universität Luzern Vorlesungen und Seminare in Judaistik.
- 1974/75 Benjamin Uffenheimer (Jerusalem): Das prophetische Erlebnis
- 1975/76 David Flusser (Jerusalem): Die Worte Jesu im Lichte des damaligen Judentums
- 1976/77 Jacob Katz (Jerusalem): Die Krisen und Neuanfänge im Judentum vom 16. Jahrhundert bis heute
- 1977/78 Moshe Schwarcz (Bar-Ilan-Universität, Ramat Gan): Das religiöse deutsche Judentum des 19. und beginnenden 20. Jahrhunderts: Standortbestimmungen angesichts dominanter ausserjüdischer Geistesströmungen
- 1978/79 Jacob Levinger: Moses Maimonides, der bedeutende jüdische Religionsphilosoph des Mittelalters: Werk und Philosophie
- 1979/80 Jehoschua Amir (Jerusalem): Der jüdische Hellenismus der Spätantike: Gehalte und Auswirkungen
- 1980/81 Jacob Licht (Jerusalem): Qumran – eine jüdische Sekte im Zeitalter Jesu
- 1981/82 Shemaryahu Talmon (Jerusalem): Der Neuaufbruch Israel nach dem babylonischen Exil
- 1982/83 Michael Wyschogrod (New York): Das Reden vom einen Gott bei Juden und Christen
- 1984/85 Jakob J. Petuchowski (Cincinnati): Die jüdische Gemeindeverwaltung: Ursprünge, Formen und Auswirkungen
- 1985/86 Leon Feldman (New York): Die religiöse und kulturelle Lage der Juden im christlichen Spanien des Mittelalters
- 1986/87 Hayim Goren Perelmuter (Chicago):Die Geschichte der jüdischen Predigt und Exegese
- 1988/89 Ruth Link-Salinger (New York): Jüdische Denker der Moderne
- 1989/90 Haim Beinart (Princetown NY): Juden und Christen in Spanien, ihre Vertreibung und deren Folgen
- 1990/91 Daniel R. Schwartz (Jerusalem): Das 1. Jahrhundert n. Chr. in jüdischer Geschichte und Geschichtsschreibung
- 1991/92 Shmuel Safrai (Jerusalem): Tradition als Glaubensquelle im Judentum: Vergleiche mit Traditionen im Neuen Testament
- 1992/93 Michael Graetz (Hochschule für Jüdische Studien, Heidelberg): Jüdische Religion und Gesellschaft im Europa der Neuzeit
- 1993/94 Joshua Blau (Jerusalem): Persönlichkeiten und Probleme der jüdisch-arabischen Kultur aufgrund von Texten
- 1994/95 Moshe David Herr (Jerusalem): Die Polemik des rabbinischen Judentums gegen die werdende Kirche
- 1995/96 Isaac Kalimi (Brookline MA, USA): Das zweite Chronikbuch
- 1996/97 Aharon Openheimer (Tel Aviv): Der Bar Kochba-Aufstand (132–135 n. Chr.): seine Voraussetzungen und Folgen
- 1997/98 Jonah Fraenkel (Jerusalem): Rabbinische Schriftauslegung: Formales und Inhaltliches
- 1998/99 Joachim Braun: Musik in der Bibel und im Alten Orient
- 1999/2000 Michael Mach (Jerusalem): Philon von Alexandrien und das hellenistische Judentum (Vorlesung); Verschiedene Formulierungen des Monotheismus zur Zeit des Hellenismus (Seminar)
- 2000/01 Kalman Yaron (Jerusalem): Judentum und Nationalismus: Die kollektive Identität in Israel
- 2001/02 Almut Sh. Bruckstein (Jerusalem): Arbeit am Midrasch: Einführung in die jüdische Hermeneutik
- 2002/03 Dan Diner (Simon-Dubnow-Institut Leipzig; Hebräische Universität Jerusalem): Jüdische Geschichte und allgemeine Geschichte: Narrative, Theorie und Methode
- 2003/04 Anat Feinberg (Hochschule für Jüdische Studien, Heidelberg): „Briefe aus dem Hinterland“: Hebräische Autorinnen 1880–2000
- 2003/04 Jonathan Magonet (Leo Baeck College, London): Wie ein Rabbiner seine Bibel liest. Jüdische Auslegungs- und Erzählkunst vom Mittelalter bis zur Moderne
- 2004/05 Jakob Hessing (Hebräische Universität Jerusalem): Der Preis der Säkularisierung. Thesen zur deutsch-jüdischen Literatur
- 2005/06 Anat Feinberg (Hochschule für Jüdische Studien, Heidelberg): Zwischen Bibel und Bestsellern: Geschichte der hebräischen und israelischen Literatur
- 2006/07 Moshe Zuckermann (Tel-Aviv University): Richard Wagner – Kunst, Politik, Ideologie (Vorlesung); Der moderne Staat Israel – Gesellschaft, Politik, Kultur (Seminar)
- 2007 Dan Bar-On (Ben-Gurion-Universität Beer Sheva): Die psychosozialen Nachwirkungen des Holocaust auf die Nachkommen von NS-Opfern und NS-Tätern (Vorlesung); «Storytelling» als Weg zum Dialog in Konfliktsituationen am Beispiel von Israel und Palästina (Seminar)
- 2009 (FS) Michael Brenner (Ludwig-Maximilians Universität München): Bilder jüdischer Geschichte (Vorlesung), Jüdisches Leben in Europa seit 1945 (Seminar)
- 2009 (HS) Itta Shedletzky Existenz und Tradition. Facetten des „Jüdischen“ in der deutschsprachigen Literatur (Vorlesung), Else Lasker-Schülers Hebräische Balladen. Poetischer Dialog mit Text und Sprache des Tanach (Seminar)
- 2010 (HS) Avinoam Shalem: Jerusalem: Die Erschaffung eines Heiligen Ortes (Vorlesung), Im Spannungsfeld der Religionen: Die Auseinandersetzung zwischen Paganismus und Monotheismus und der Kampf für den Einen Gott (Seminar)
- 2012 (FS) Shmuel Feiner: The Cultural Revolution of the Jewish Enlightenment (Seminar/Vorlesung)
- 2012 (HS) Uri R. Kaufmann: Hin zu einer Kultur- und Sozialgeschichte des Landjudentums in der Schweiz und Mitteleuropa, 1500–1933 (Seminar)
- 2013 (FS) Günter Stemberger (Universität Wien): Einführung in die rabbinische Literatur (Vorlesung), Die Pharisäer (Seminar)
- 2013 (HS) Doron Rabinovici (Universität Wien): Kooperation und Widerstand angesichts der Vernichtung. Die Debatte über die «Judenräte». Eine aktuelle Auseinandersetzung angesichts des Films «Hannah Arendt» (Vorlesung), Antisemitismus nach Auschwitz. Kontinuität und Diskontinuität eines Ressentiments (Seminar)
- 2014 (HS) Ronny Reich (Universität Haifa): Alltagsleben in Judäa und Jerusalem in der Zeitenwende (2. Jhd. v. d. Z. bis 1. Jhd. n. d. Z.) – Ein archäologischer Überblick (Vorlesung), Ausgewählte Kapitel in der Archäologie des alten Jerusalem (von ihren Anfängen bis zum Ende der byzantinischen Epoche) (Seminar)
- 2015 (HS) Jutta Schumacher: Jiddische Literatur von ihren Anfängen im 13. Jahrhundert bis heute (Vorlesung), Entdeckung der jiddischen Sprache und Kultur (Seminar)
- 2017 (FS) Federico Dal Bo (Berlin/Bologna): Einführung in Talmud und Kabbala. Schwerpunkte: Gender Forschung und Judentum-Christentum (Vorlesung und Seminar)
- 2017 (HS) Aleida und Jan Assmann: Gedächtnis – Erinnern und Vergessen (Vorlesung), Gedächtnis, Geschichte und Identität (Seminar)
- 2018 (HS) Daniel Hoffmann (Heinrich-Heine-Universität Düsseldorf): Formen moderner jüdischer und christlicher Religiosität in Theologie und Literatur (Vorlesung), Erinnerung an den Holocaust – Historische und moralische Aspekte im innerfamiliären und öffentlichen Diskurs (Seminar)
- 2019 (HS) Tom Segev (Historiker und Journalist): David Ben Gurion und die Geschichte des Staates Israel (Vorlesung)
- 2021 (FS) Elisa Klapheck (Rabbinerin): Frauenemanzipation in der jüdischen Religions- und Kulturgeschichte (Vorlesung)
- 2021 (HS) Stéphane Pesnel (Sorbonne Université): Franz Kafka und Joseph Roth im Kontext der deutsch-jüdischen Literatur (Vorlesung)
- 2023 (FS) Daniel Hoffmann (Heinrich-Heine-Universität Düsseldorf): Emotionale Reaktionen auf die Shoah während dreier Generationen (Blockseminar)
- 2023 (HS) Anat Gilboa (Kunstwissenschaftlerin): Von der jüdischen zur israelischen Kunst (Vorlesung), Changing the Narrative: Identity, Protest, and Hope in Israeli Visual Culture (Seminar)
- 2024 (HS) Susannah Heschel (Jüdische Studien): Das Judentum und jüdische Identitäten in der Moderne (Vorlesung)